# Epimecis masica
Epimecis masica är en fjärilsart som beskrevs av Druce 1892. Epimecis masica ingår i släktet Epimecis och familjen mätare. Inga underarter finns listade i Catalogue of Life.